# 매치 컷
매치 컷(match cut)은 영화에서 두 샷의 구성이 액션이나 주제에 따라 일치하는 한 샷에서 다른 샷으로의 컷이다. 예를 들어, 결투에서 샷은 두 참가자 모두에 대한 장거리 샷에서 결투사 중 한 명의 중간 근접 촬영 샷으로 전환될 수 있다. 컷은 두 샷을 일치시키고 액션의 논리와 일치한다. 이는 원활한 현실 효과를 생성하기 위한 영화 제작의 표준 관행이다.

## 더 넓은 맥락
매치 컷은 매치 온 액션의 유비쿼터스적인 이용과 같은 연속성(콘티뉴이티) 편집의 기초를 형성한다. 연속성 편집은 샷 변경에 내재된 불연속성을 부드럽게 처리하여 샷 간의 논리적 일관성을 설정한다. 그러나 연속성 편집 내에서도 매치 컷은 동시에 발생하는 서로 다른 두 위치의 동작 간 교차 절단과 서로 다른 두 시공간 위치 사이에 평행선 또는 대조를 그리는 병렬 편집을 통해 대비된다.
그래픽 매치(그래픽 대비나 충돌과는 반의어)는 두 장면의 모양, 색상 및 전반적인 움직임이 장면 내에서 또는 특히 두 장면 간 전환에서 구성이 일치할 때 발생한다. 실제로 장면 내 연속성 편집의 원활한 컷보다는 "그래픽 매치"라는 용어는 일반적으로 그림 요소를 통한 두 샷 사이의 더 눈에 띄는 전환(비교)을 의미한다. 매치 컷에는 종종 그래픽 일치, 장면 간 원활한 전환, 두 장면의 요소 간 은유적(또는 적어도 의미 있는) 비교 요소가 포함된다.
매치 컷은 점프 컷의 눈에 띄고 갑작스러운 불연속성과 대조된다.

## 같이 보기
- 점프 컷